# Campionati europei di ciclismo su pista 2018 - Scratch maschile
La scratch maschile ai Campionati europei di ciclismo su pista 2018 si è svolta il 3 agosto 2018 presso la Commonwealth Arena and Sir Chris Hoy Velodrome di Glasgow, nel Regno Unito.

## Podio
| Pos.    | Atleta          | Nazionalità |
| ------- | --------------- | ----------- |
| Oro     | Roman Gladysh   | Ucraina     |
| Argento | Adrien Garel    | Francia     |
| Bronzo  | Tristan Marguet | Svizzera    |

## Risultati
60 giri (15 km)
| Posizione | Atleta              | Nazione       | Gap in giri |
| --------- | ------------------- | ------------- | ----------- |
| 1         | Roman Gladysh       | Ucraina       |             |
| 2         | Adrien Garel        | Francia       |             |
| 3         | Tristan Marguet     | Svizzera      |             |
| 4         | Elia Viviani        | Italia        |             |
| 5         | Christos Volikakis  | Grecia        |             |
| 6         | Roy Eefting         | Paesi Bassi   |             |
| 7         | Matthew Walls       | Gran Bretagna |             |
| 8         | Felix English       | Irlanda       |             |
| 9         | Daniel Staniszewski | Polonia       |             |
| 10        | Lindsay De Vylder   | Belgio        |             |
| 11        | Maxim Piskunov      | Russia        |             |
| 12        | Daniel Babor        | Rep. Ceca     |             |
| 13        | Andreas Graf        | Austria       |             |
| 14        | Jaŭheni Karalëk     | Bielorussia   |             |
| 15        | Ivo Oliveira        | Portogallo    |             |
| 16        | Leon Rohde          | Germania      |             |
| 17        | Sebastián Mora      | Spagna        |             |
| 18        | Krisztián Lovassy   | Ungheria      |             |
| 19        | Edgar Stepanyan     | Armenia       |             |
| DNF       | Filip Taragel       | Slovacchia    |             |
| DNF       | Lars Pria           | Romania       |             |
| DNF       | Vitālijs Korņilovs  | Lettonia      |             |

Nota: DNF ritirati